# I'm Real (pjesma Jennifer Lopez)
"I'm Real" četvrti je i ujedno posljednji singl američke pjevaiče Jennifer Lopez objavljen 16. listopada 2001. s njenog drugog stuijskog albuma J. Lo u izdanju Epic Recordsa. Kao singl pjesma je objavljena kao dupli singl "I'm Real"/"I'm Real (Murder Remix)".

## O pjesmi
"I'm Real" je naziv za dvije pjesme koje izadne kao jedan singl i kao takve su dospjele na top ljestvice. Za razliku od proteklog singla "Ain't It Funny" koji je kao singl na ljestvice dospio dva puta kao original i kao Mureder remix, i'm Real je na ljestvice dospio kao jedan singl "I'm Real"/"I'm Real (Murder Remix)". Singl je bio veoma uspješan, osobito u SAD-u gdje je dospio na prvo mjesto tamošnje ljestvice singlova i potao je njen treći američki broj 1 singl.

## Popis pjesama

### CD 1
1. "I'm Real" (Murder Remix featuring Ja Rule)
2. "I'm Real" (Radio Edit)
3. "I'm Real" (Dezrok Club Mix)
4. "I'm Real" (Dreem Teem Master)
5. "I'm Real" (Pablo Flores Club Mix)
6. "I'm Real" (André Betts Remix)

### CD 2
1. "I'm Real" (Murder Remix featuring Ja Rule)
2. "I'm Real" (Radio Edit)
3. "I'm Real" (Dezrok Vocal Radio Edit)
4. "I'm Real" (Dreem Teem UK Garage Mix)
5. "I'm Real" (D. MD Strong Club)
6. "I'm Real" (Pablo Flores Euro-Dub)

## Murder Remix
"I'm Real (Murder Remix)" je prvi singl američke pjevaiče Jennifer Lopez objavljen 16. listopada 2001. s njenog prvog komplacijskog albuma J to tha L-O!: The Remixes u izdanju Epic Recordsa. U remixu se kao gostujući vokal pojavljuje američki reper Ja Rule. Neke Afroamerikanske zajednice su se pobunile na pjesmu jer jennifer i Ja Rule u njoj koriste riječ "crnjo".

## Top ljestvice
| Ljestvice (2001.)                   | Najviša pozicija |
| ----------------------------------- | ---------------- |
| Austrija                            | 25               |
| Belgija (Flandrija)                 | 8                |
| Belgija (Valonija)                  | 5                |
| Kanada                              | 6                |
| Nizozemska                          | 3                |
| Europa                              | 9                |
| Finska                              | 16               |
| Njemačka                            | 11               |
| Irska                               | 13               |
| italija                             | 16               |
| Novi Zeland                         | 3                |
| Norveška                            | 4                |
| Švedska                             | 8                |
| Švicarska                           | 6                |
| UK                                  | 4                |
| SAD Billboard Hot 100               | 1                |
| SAD Billboard Hot R&B/Hip-Hop Songs | 2                |
| Ljestvice (2002.)                   | Najviša pozicija |
| Australija                          | 3                |
| Danska                              | 8                |
| Francuska                           | 3                |
| Rumunjska                           | 20               |

## Videospot
Spotovi za pjesme snimljeni su 2001. godine pod redateljskom palicom Dave Meyersa.

### Original
U originalno spotu Jennifer je prikazana kako se na motociklu vozi gradom. U videu se pojavljuje i manekenka Travis Fimmel i njen bivši muž Cris Judd.

### Murder Remix
U spotu za mureder remix pjesme se uz Jennifer pojavljuju i Ja Rule te Irv Gotti. Na početku video Jennifer pleše, a Ja Rule igra košarku, a kasnije ona mu pjeva i navija za njega. Zatim se oboje nalaze na zabavi.

## Nagrade i nominacije

### MTV-eve glazbene nagrade
- nagrada - najbolji Hip-Hop video (2002.)

## Certifikacije
| Država      | Certifikacija | Prodaja |
| ----------- | ------------- | ------- |
| Australija  | platinasta    | 70.000  |
| Francuska   | srebrna       | 171.000 |
| Novi Zeland | zlatna        | 7.500   |